# Филип Киркоров
Фи́лип Бедросов Киркоров (на руски: Фили́пп Бедро́сович Кирко́ров) e роден в България, известен руски поп певец, актьор, композитор, продуцент, народен артист на Руската федерация (2008), Украйна (2008), Молдова (2018), Чечения (2006) и Ингушетия (2006), академик на Международната академия на духовното единство на народите на света. Киркоров е осемкратен носител на наградата „Овация“, петкратен носител на наградата „World Music Awards“ и многократен носител на наградата „Златен грамофон“.

## Биография
Роден е на 30 април 1967 г. в град Варна, в артистичното семейството на Бедрос Киркоров – български певец от арменски произход и руската му съпруга. Семейството още в детството му се мести в СССР, във столицата Москва. От петгодишна възраст пътува с родителите си на гастроли. Счита се, че за първи път излиза на сцената, когато е на 5 години. Филип присъства на концерт на своя баща Бедрос, в театър в Петрозаводск. Бедрос изпълнява своята автобиографична песен „Сынок“, посветена на съветските танкисти, които той среща във Варна през 1944 година. В края на песента Филип излиза на сцената и подарява на баща си карамфил, след това Бедрос го представя на залата и първите аплодисменти в живота на Филип са факт. Киркоров завършва московското училище 413 със златен медал, след което се опитва да влезе в Театралния институт, но не издържа изпитите. Възпитаник е на московското Държавно музикално училище „Гнесини“ (1984 – 1988), отдел музикална комедия, завършва с червена диплома за отличен успех.
Той се жени за легендарната руска певица Алла Пугачова, с която през 2005 г. се развежда.
През 2011 г. се ражда дъщеря му Алла-Виктория. През 2012 г. се ражда синът му Мартин.

## Творчество
Първата му изява е през ноември 1985 г. в предаването „Шире круг“, изпълнявайки песента „Альоша“ на български език.
Още в началото на 1990-те години става известен поп певец в Русия. Популярност добива с няколко кавъра на български хитове, писани от Тончо Русев, които превръща в руски шлагери. Сред песните са „Телефонна любов“, популярна в изпълнение на Васил Найденов, „Прегърни ме“ – на дует „Ритон“ и „Детски спомен“ – на Орлин Горанов и Кристина Димитрова. С песента „Небо и земля“ Киркоров печели гран при на конкурса Шлагер-90 в Ленинград. През 1992 г. записва песента „Атлантида“, която дава наименованието и на едноименното му шоу. Година по-късно получава премията „Овация“ в номинацията за певец на годината, както и премия от „Златният Орфей“.
Големият му успех идва, след като сключва брак с примата на руската попмузика Алла Пугачова. Бракът им, узаконен в Йерусалим, е в сила от 1994 до 2005 г. Алла, която е с 18 г. по-възрастна, дава мощен тласък на кариерата му. Те остават близки приятели и след приключването на брака им. Филип пее не само на най-значимите концерти в Русия и препълва многократно най-големите зали в Москва и Петербург, но и се изявява в цял свят, като постига голям успех в САЩ и Германия.
Артистичната му кариера се отличава с триумфални победи, скандали, престижни награди и изпълнения на известни световни сцени – Madison Square Garden, Friedrichstadt Palace, Grand Theater, Jubilee Theater, Taj Mahal, Roy Thompson Hall, MGM Grand, както и в прочутата Карнеги хол в Ню Йорк.
През 1995 г. участва на финала на Евровизия, но заема едва 17 място.
През 2008 г. изнася юбилейни концерти в Европа и САЩ – част от турне, посветено на 25-ата годишнина от старта на музикалната му кариера. Същата година е специален гост и част от журито на кастинга за „Мюзик Айдъл 2“ в България. Редовно гастролира и в България – участвал е в „Златният Орфей“, а през последните години прави концерти в зала 1 на НДК и родния си град Варна. Сред българските му приятели са дует „Ритон“, Георги Христов, Тончо Русев, Андрей Баташов, Ники Кънчев и Лили Иванова.
От април 2011 е водещ на предаването А фактор, където председател на журито е бившата му съпруга Алла Пугачова.
Подкрепя агресивната война на президента на Руската Федерация Владимир Путин срещу Украйна.

## Дискография
- Романы, Часть 2 – 2020
- Романы, Часть 1 – 2020
- Я – 2016
- ДруGOY (албум) – 2010
- For you – 2007
- Как сумасшедший, я (Като луд) – 2005
- Дуэты – Дуети – 2004
- Лучшие Песни – 2003 (Най-добрите песни)
- Незнакомка – Непозната – 2003
- Жестокая любовь – Жестока любов – 2002
- Влюблённый и безумно одинокий – Влюбен и безумно самотен – 2002
- Мария – 2001
- Я за тебя умру – 2001
- Вчера, Сегодня и Завтра – Вчера, днес и утре – 2001
- Ты поверишь? – 2001
- Mágico Amor – 2001
- Diva – 2001
- Килиманджаро – 2000
- ЧелоФилия – 2000
- Огонь и вода – Огън и вода – 2000
- Мышь – 1999
- Лучшее, Любимое и только для Вас! – 1998
- Ой, мама, шика дам! – 1998
- С любовью к Единственной – 1998
- Скажи солнцу: „Да!“ – 1995
- Я не Рафаэль – 1994
- Такой-сякой – 1992
- Ты, ты, ты – Ти, ти, ти – 1991
- Небо и земля – Небе и земя – 1991
- Синдбад-мореход – Синдбад-мореплавателя – 1990

## Турнета и самостоятелни концерти
Самостоятелни концерти
- 1990 г. – „Загляни в мои глаза“
- 1991 г. – Концерт-промоция на албума „Небо и земля“
- 1997 г. – Концерт-промоция на албума „Лучшее, любимое и только для Вас“, Държавен кремълски дворец
- 1999 г. – Концерт-промоция на албума „Ой, мама, шика дам“
- 2008 г. – „Юбилейные концерты. На бис!“, Театър Естради
- 2011 г. – 2014 г. – „ДруGoy“
- 2016 г. –„Я“
- 2018 г.-2019 г. – „Я+R" или „Второе Я"

Концерти зад граница: САЩ, Италия, ОАЕ, Австрия, Беларус, България, Казахстан, Турция, Монголия, Великобритания и др.